# Draining the Waterheart
Draining the Waterheart es el segundo álbum de la banda Mar de Grises. En esta ocasión se ve a la banda con una técnica más pulida, llevando su sonido más lejos. Se abren más espacios suaves e introspectivos ligados al Ambient y al Post-metal, incluso canciones completas como One Possessed, con un uso más amplio de los sintetizadores. Por otro lado, la composición se complejiza, lo que produce constantes cambios en el ritmo. Así, aunque la mayor parte del tiempo la música permanece lenta, existen múltiples ocasiones en que la velocidad aumenta considerablemente, mientras la voz de Juan Escobar permanece todo el tiempo en el fondo de la mezcla, dando al álbum un sentido más cohesivo. 
Existe un interludio Noise e Industrial (Fantasia).
Tuomo Lethonen (quien ha trabajado antes con Swallow the Sun y Grave Flowers) diseñó el arte del álbum.
Existe una edición limitada la cual contiene un mini-CD que incluye una canción instrumental llamada "Unconscious Passenger"

## Lista de canciones
| N.º | Título                                                              | Duración |  |
| 1.  | «Sleep Just One Dawn»                                               | 08:24    |  |
| 2.  | «Kilómetros de Nada»                                                | 10:53    |  |
| 3.  | «Deep-Seeded Hope Avant-Garde»                                      | 08:29    |  |
| 4.  | «Fantasía»                                                          | 03:10    |  |
| 5.  | «Wooden Woodpecker Conversion»                                      | 06:13    |  |
| 6.  | «One Possessed»                                                     | 07:08    |  |
| 7.  | «Summon Me»                                                         | 06:23    |  |
| 8.  | «Liturgia: Convite y Prefiguración / Purgatorio / Diálogo Infierno» | 13:35    |  |

## Créditos
- Juan Escobar - voz, teclado, sintetizador
- Rodrigo Morris - guitarra
- Sergio Álvarez - guitarra
- Rodrigo Gálvez - bajo
- Alejandro Arce - batería

- Datos: Q5814162